# سارق (فیلم ۱۹۸۷)
سارق (انگلیسی: Burglar) فیلمی کمدی کانادایی-آمریکایی است که به کارگردانی هیو ویلسون و توزیع شده توسط برادران وارنر که در سال ۱۹۸۷ ساخته شده‌است.